# Digitaler, programmierbarer Euro
Der digitale, programmierbare Euro bezeichnet verschiedene digitale Formen des Euros, wie sie im Juli 2020 in einem Positionspapier des FinTechRats beim Bundesfinanzministerium vorgestellt wurden. Während beim digitalen Euro der reine Transfer oder die Verwahrung eines Euro-Betrags im Vordergrund steht (Beispiel: Giralgeld auf Bankkonten), ermöglicht es der digitale, programmierbare Euro Zahlungsvorgänge in Abhängigkeit von im System erfassten Verträgen (Smart Contracts) automatisierbar zu machen. Beim digitalen, programmierbaren Euro kommt typischerweise eine Distributed-Ledger-Technologie (DLT) bzw. Blockchain-Technologie als Trägerplattform zum Einsatz.

## Abgrenzung
Im Bezug auf die Programmierbarkeit müssen programmierbare Zahlungen von programmierbarem Geld abgegrenzt werden.
- Programmierbare Zahlungen werden automatisch ausgeführt, wenn bestimmte vorher definierte Bedingungen – beispielsweise spezifiziert in einem Smart Contract – erfüllt sind. Auf diese Weise lassen sich aller Art Geschäftsprozesse automatisieren. Zwar gibt es programmierbare Zahlungen bereits im heutigen Geldsystem, beispielsweise in Form von Daueraufträgen und Lastschriften. Allerdings ist deren Flexibilität bislang begrenzt. Die Nutzung einer DLT erlaubt hierbei mehr Freiheiten und ermöglicht es, selbst komplexe Prozesse in wenigen Zeilen Code auszudrücken und automatisierte Zahlungen auszulösen.
- Programmierbares Geld hingegeben bezeichnet DLT-basierte Token, die selbst mit einer inhärenten Logik ausgestattet sind. So kann dieser Token beispielsweise so programmiert werden, dass er nur für bestimmte Zahlungen, z. B. für Lebensmittel oder andere Güter, verwendet werden kann. So lassen sich beispielsweise Hilfszahlungen effizient und zielgerichtet ausschütten. Beispielsweise könnten Subventionszahlungen, z. B. in Krisenzeiten, effizient umgesetzt werden.

## Eine Taxonomie für den digitalen, programmierbaren Euro
Ein gängiger Zahlungsprozess lässt sich im Rahmen der folgenden Taxonomie in drei Teile untergliedern: 1) Contract Execution System, 2) digitale Zahlungsinfrastruktur und 3) Geldeinheit. Im Contract Execution System werden Regeln festgelegt, nach denen eine automatisierte Zahlung ausgelöst werden soll. Die digitale Zahlungsinfrastruktur spezifiziert das Zahlungssystem, über das die Zahlung abgewickelt werden soll. Die Geldeinheit beschreibt schließlich das Zahlungsmittel, das bei einer Zahlung transferiert wird.
- Contract Execution System: Als erster Schritt müssen Regeln und Bedingungen definiert werden, die automatisch Zahlungen auslösen sollen. In einem zweiten Schritt werden diese Regeln durch einen Smart Contract auf einer DLT implementiert.
- Digitale Zahlungsinfrastruktur: Die von einem Smart Contract ausgelöste Zahlung kann über zwei Infrastrukturen abgewickelt werden. Entweder direkt über ein DLT-System oder über konventionelle Zahlungsinfrastruktiven, die mit einer DLT verbunden werden (sog. „Brücken- oder Triggerlösung“).
- Geldeinheit: In einem letzten Schritt wird die zu transferierende Geldeinheit spezifiziert. Während über konventionelle Zahlungssysteme Fiat-Währungen transferiert werden, können auf einer DLT auch Zahlungen in alternativen Formen, wie z. B. Bitcoin und Ether, abgewickelt werden. Inzwischen können auch Fiat-Währungen über DLTs versendet werden.

Insgesamt gibt es fünf Möglichkeiten für DLT-basierte Euro-denominierte Zahlungsmittel:
- Digitale Zentralbankwährungen: Werden von der Zentralbank als gesetzliche Zahlungsmittel emittiert. Derzeit denkt die Europäische Zentralbank darüber nach, eine solche digitale Zentralbankwährung für die Eurozone einzuführen.
- synthetische digitale Zentralbankwährungen (sCBDCs): Werden von Geschäftsbanken oder E-Geld-Instituten emittiert; stellen kein gesetzliches Zahlungsmittel dar. Sie sind sie zu 100 % durch Zentralbankreserven gedeckt.
- DLT-basiertes Geschäftsbankengeld: Wird von Geschäftsbanken emittiert; stellen kein gesetzliches Zahlungsmittel dar. Sie sind nur teilweise durch Zentralbankreserven gedeckt.
- DLT-basiertes E-Geld: Wird von E-Geld-Instituten emittiert; stellt kein gesetzliches Zahlungsmittel dar. Vollständig durch E-Geld auf Konten gedeckt.
- Stablecoins: Werden von regulierten oder nicht regulierten Finanzorganisationen emittiert. Stablecoins bilden den Preis einer Fiat-Währung nach, sind demnach keine gesetzlichen Zahlungsmittel.

## Beispiel
Bislang setzen sich Geschäftsprozesse meist additiv aus dem Lieferprozess eines Guts, Vermögenswerts oder einer Dienstleistung, und dem Prozess der Bezahlung zusammen. Beide Teilprozesse werden typischerweise in verschiedenen IT-Systemen gesteuert, sodass der Geschäftsvorfall basierend auf der heutigen Architektur relativ ineffizient, langsam und fehleranfällig ist. Der digitale, programmierbare Euro ermöglicht durch den Einsatz von Smart Contracts das Programmieren von Geldflüssen und verspricht somit eine Integration von Lieferprozessen und Zahlungsvorgängen (Delivery vs. Payment, DvP). Durch die Nutzung einer DLT in Verbindung mit Smart Contracts können Zahlungsströme auch außerhalb zentralisierter, beispielsweise von Banken organisierten, Systeme in Token-Form programmierbar gemacht werden. Hieraus resultieren effizientere Zahlungsvorgänge, die einer bestimmten Logik folgen. Ein digitaler, programmierbarer Euro ermöglicht somit automatisierte Prozesse und Finanzdienstleistungen, wie beispielsweise Zinszahlungen, Darlehen, Treuhandkonten, Leasing, und Factoring in Echtzeit, und generiert darüber hinaus neue Pay-Per-Use-Geschäftsmodelle. Mit Hilfe von Smart Cards soll auch eine Offline-Verwendung ermöglicht werden. Diese Koexistenz des digitalen Euros wäre unter anderem eine gute Sicherung gegen mögliche Hackerangriffe.
Hierzu ein konkretes Beispiel: Zukünftig könnten an eine DLT angebundene E-Autos komplett autonom zur nächsten Ladestation fahren, einen Preis zum Laden aushandeln, den Ladevorgang durchführen und dann eine Zahlung durchführen. Die Zahlung wird anschließend direkt aufgeteilt und nach einem vordefinierten Schlüssel an alle Beteiligten überwiesen (z. B. 70 % an den Stromanbieter und je 10 % an den Hersteller der Ladestation, den Tankstellenbetreiber und den Autohersteller). Diese Aufteilung wird gemäß obenstehender Taxonomie im Contract Execution System festgelegt und geregelt. Nun kann die Zahlung sowohl über konventionelle Zahlungssysteme oder über eine DLT abgewickelt werden (=digitale Zahlungsinfrastruktur). Die Geldeinheit legt letztendlich fest, in welcher Währung gezahlt wird. Möglich sind hier z. B. Fiat-Währungen, wie der Euro oder der US-Dollar, oder auch Kryptowährungen, wie Bitcoin.

## Emission
Der digitale, programmierbare Euro kann von verschiedenen Parteien emittiert werden. Dazu zählen Zentralbanken (digitales Zentralbankgeld, CBDC), regulierte Finanzinstitute wie Banken (Giralgeldtoken) oder E-Geld-Institute (tokenisiertes Elektronisches Geld) oder unregulierte Organisationen (Stablecoins). Je nach Emittent unterscheidet sich das dahinterstehende Risiko. Während Stablecoins einem hohen regulatorischen Risiko, Ausfall-, Liquiditäts- und Gegenpartei-Risiko ausgesetzt sind, ist eine CBDC als digitales Zentralbankgeld als risikolos einzuordnen. Im nächsten Jahr wird die Europäische Zentralbank entscheiden, ob in der Eurozone ein Projekt zur Einführung von digitalem Zentralbankgeld angestoßen wird. Zudem wird derzeit auf EU-Ebene an einem regulatorischen Rahmen für Stablecoins gearbeitet.